# 那曲站

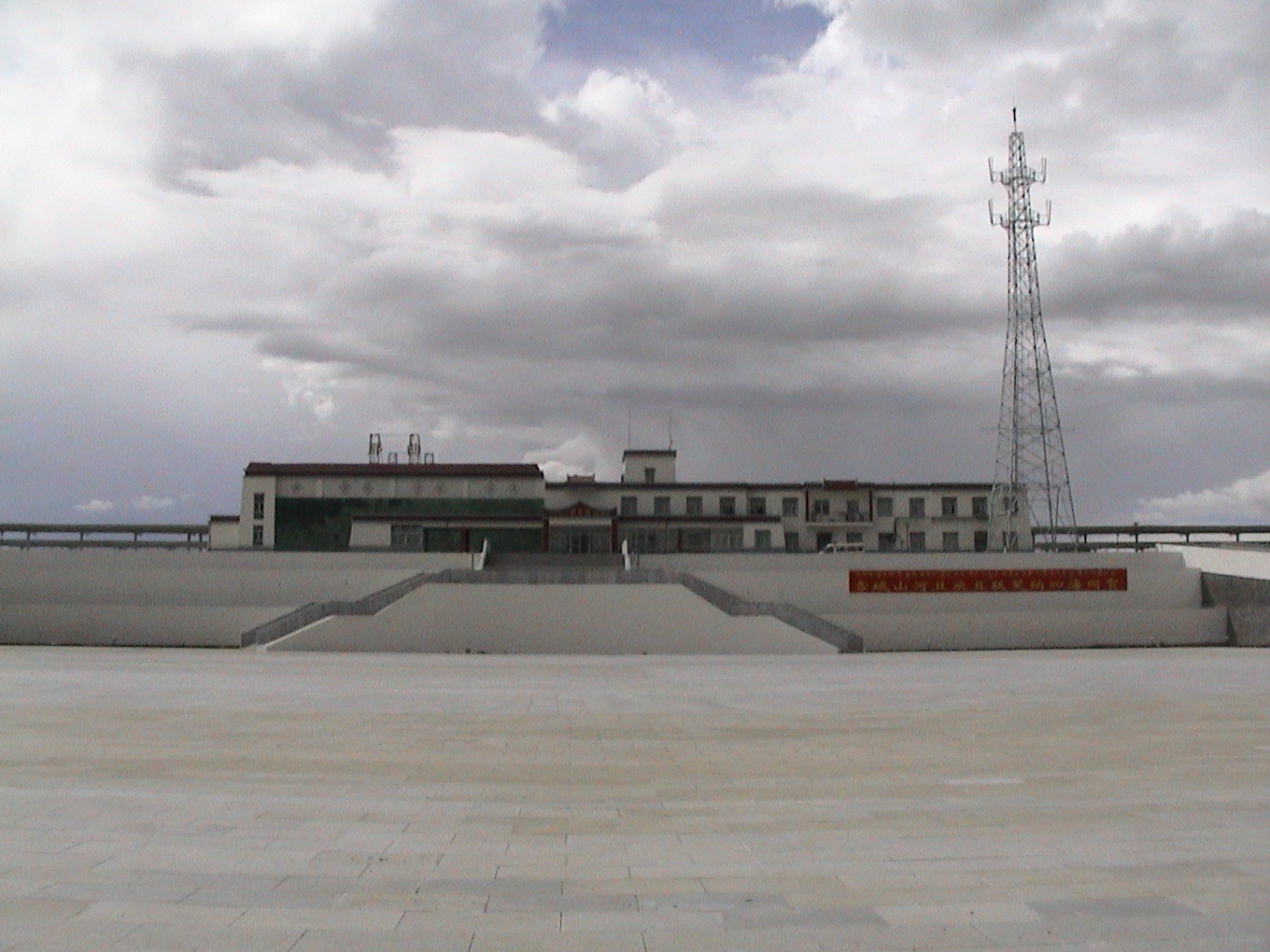
那曲站车站主入口以雨篷造型设计。

那曲站（藏語：ནག་ཆུ།་འབབ་ཚུགས་，威利转写：nag chu 'bab tshugs）位于中国西藏自治区那曲市色尼区西面，距门地乡俄玛迪格村约两公里，紧邻青藏公路，海拔4513米，于2006年7月1日启用。该站为青藏铁路的中转站和补给站，由中国铁路青藏集团营运。

## 车站设施
那曲站车站广场占地约1万平方米，站房总建筑面积7412平方米，分为站房综合楼、货运仓库等。其中站房综合楼建筑面积2540平方米。根据鼎言商旅网介绍，车站主入口以雨篷造型设计，反映羌塘地区毡房和雪山的形象。轨道两旁建有四十多米长的雨棚，站台上铺上红黄相间的水泥砖。

## 使用情况
那曲站是青藏铁路的主要车站，全部14列旅客列车均停靠此站，主要为拉萨到发的各类旅客列车。

## 始发车次
目前那曲站未有任何始发车次。

## 历史
- 2006年7月1日：那曲站建成启用。